# Фонд феминистского большинства
Фонд феминистского большинства (FMF) (англ. Feminist Majority Foundation) — это некоммерческая организация со штаб-квартирой в округе Арлингтон, Вирджиния, США, чья заявленная миссия заключается в противодействии насилию, расширении прав и возможностей женщин, поддержке гендерного равенства и экономического развития. Название «Феминистское большинство» появилось после опроса, проведённого в 1986 году журналом Newsweek и американской компанией Gallup, в котором 56 % американских женщин идентифицировали себя как феминистки. Президент, а также одна из основательниц — Элеонора Смил, выбрала такое название для организации, чтобы отразить результаты опроса, подразумевая то, что большинство женщин являются феминистками.

## История и структура
Фонд феминистского большинства является научно-образовательной организации и издателем журнала «Мисс». В 1987 году организацию основали: Элеонор Смил, Пег Йоркин, Кэтрин Спиллар, Тони Карабильо и Джудит Меули.
Фонд феминистского большинства стал издавать журнал «Мисс» в 2001 году, поддержав журнал в становлении некоммерческой организацией.

## Цели и принципы
Фонд феминистского большинства занимается вопросами репродуктивных прав и здоровья женщин как в США, так и в других странах.
Основные принципы и цели организации:
- Борьба со всеми формами насилия над женщинами.
- Поддержка доступа к безопасным и легальным абортам, контрацептивам; финансирование и доступ по программе Медикейд несовершеннолетним, бедным и иммигранткам.
- Поддержка прав ЛГБТ, интерсекс, квиров и гендерно-неконформных людей.
- Ликвидация гендерного и расового неравноправия в судебной системе.
- Достижение равных гражданских прав темнокожих и женщин посредством позитивных мер выравнивания.

Фонд активно противостоит любым формам дискриминации по признаку пола, гендера, сексуальной ориентации и гендерной идентичности, расы, социально-экономического статуса, возраста, религии, этнической принадлежности, семейного положения, национального происхождения и физических возможностей.
Фонд реализует следующие программы и комплексы мероприятий:
- Проект доступа к национальным клиникам;
- Кампания за здоровье женщин;
- Программа лидерства прочойс-кампусов (в колледжах и университетах);
- Глобальная кампания по репродуктивным правам;
- Кампания для афганских женщин и девочек[6];
- Программа экстренной контрацепции;
- Национальный центр по делам женщин;
- Программа равных прав в образовании;
- Доступность мифепристона[7][8];
- Благотворительные концерты Rock for Choice[англ.].

## Организационный график
- В течение 1989—1992 годов Фонд феминистского большинства провёл кампанию «Феминизация власти», набрав беспрецедентное число женщин для выдвижения на правительственные посты в США. Данная программа привела к удвоению числа женщин в Конгрессе США в 1992 году[9].
- В 1992 году фонд поддержал поправку о равных правах[англ.] штата Айова, а в 1996 году он помог противодействовать инициативе против обратной дискриминации в Калифорнии.
- В 2004 году Фонд феминистского большинства был одним из пяти основных организаторов протеста «Марш за жизнь женщин»[англ.], который привлёк более 1,15 миллионов женщин и мужчин в Вашингтон для поддержки репродуктивных прав[10].
- В 2006 году фонд пытался отменить избирательную меру[неизвестный термин] (англ. ballot measure) в Мичигане (Мичиганская гражданская инициатива по правам человека), запрещающую дискриминацию или предпочтение (включая положительную дискриминацию) по расе, полу и другим свойствам, в том числе при приёме в учебные заведения. Мера была принята в 2006 году; после нескольких процессов поддержана Верховным судом в 2014 году.[11]
- В том же году фонду не удалось провести избирательную инициативу в Южной Дакоте для отмены государственного запрета на аборты.[источник не указан 1804 дня]
- 23—24 марта 2013 года фонд провёл свою 9-ю ежегодную конференцию лидеров национального феминистского движения в Арлингтоне, штат Вирджиния. На конференции присутствовали такие докладчики, как: Долорес Уэрта (президент Фонда Долорес Уэрта, соучредитель «United Farm Workers»), Моргана Ричардсон (основатель «Refuse The Silence»), Моника Симпсон (исполнительный директор «Sister Song»), Иванна Гонсалес[12].

## Законодательство
Фонд феминистского большинства также является лидером в законодательных победах женщин, включая внесение поправок в «Закон о гражданских правах 1991 года», предусматривающий возмещение материального ущерба женщинам, которые выигрывают в суде иски о сексуальных домогательствах и дискриминации по признаку пола; создание «Закона о семейных и медицинских отпусках 1993 года»; «Закон о насилии в отношении женщин» и «Закон о свободном посещении клиник»; принятие в 1996 году запрета на использование оружия для лиц, совершивших домашнее насилие; восстановление Раздела IX в 1988 году, а затем успешная защита Раздела IX от попыток Джорджа Буша противодействовать дискриминации мужчин в 2003 году, а также другие победы. В настояще время Фонд феминистского большинства продолжает выступать за ратификацию в США Конвенции по искоренению всех форм дискриминации в отношении женщин.

## Разногласия
Несмотря на заявления против всех видов насилия, МВФ одобрил войну в Афганистане, обосновывая это тем, что данная мера поможет защитить и освободить афганских женщин, и эта позиция подверглась критике со стороны некоторых, в том числе американского политика Тома Хейдена.